# نيت سيمبسون
نيت سيمبسون (بالإنجليزية: Nate Simpson)‏ هو لاعب كرة قدم أمريكية أمريكي، ولد في 30 نوفمبر 1954 في ناشفيل في الولايات المتحدة.

## وصلات خارجية
- نيت سيمبسون على موقع مرجع كرة القدم المحترفة.كوم (الإنجليزية)